# François Ibovi
Pour les articles homonymes, voir Ibovi.
François Ibovi est un homme politique et diplomate congolais né en 1954 à Edou (Cuvette). Il est ambassadeur de la République du Congo au Gabon depuis mai 2022, après avoir été ambassadeur en Italie de 2017 à 2018.
Membre du Parti congolais du travail (PCT), il fut ministre de la Communication chargé des relations avec le Parlement et porte-parole du gouvernement (1997-2002), puis ministre de l'Administration territoriale et de la Décentralisation (2002-2007) et enfin ministre de la Santé et de la population (2012-2016).
Il fut également député d'Oyo durant 20 ans (1992-2012), et premier vice-président de l'Assemblée nationale (2007-2012).

## Biographie

### Jeunesse
Né en 1954 à Edou, François Ibovi est issu de l'ethnie mbochi. Il obtient en 1973 un baccalauréat « philosophie » à Brazzaville, puis part étudier le journalisme à l'université de Moscou. Il revient ensuite au Congo et commence une carrière à la télévision au début des années 1980.

### Carrière politique
En 1977, à l'âge de 23 ans, il entre au Parti congolais du travail (PCT) et est élu en 1992 député de la circonscription d'Oyo. En 1997, sous la présidence de Denis Sassou-Nguesso, il devient ministre de la Communication, chargé des relations avec le Parlement, ainsi que porte-parole du gouvernement. En 2002, il est nommé ministre de l'Administration territoriale et de la Décentralisation, et le reste jusqu'au 30 décembre 2007. Le 4 septembre de la même année, il devient premier vice-président de l’Assemblée nationale, et rejoint en 2011 le bureau politique du PCT.
Après avoir été député de la circonscription d'Oyo pendant 20 ans, François Ibovi ne renouvelle pas son mandat et est remplacé le 5 septembre 2012 par le fils du président, Denis Christel Sassou Nguesso. Le 25 septembre de la même année, il est nommé ministre de la Santé et de la Population. Il se donne pour objectif de lutter contre l'insalubrité et d'améliorer l'hygiène publique,. En 2015, il demande également aux agents des services d'hygiène de contrôler plus rigoureusement les produits alimentaires de base, afin de renforcer la sécurité alimentaire du Congo, où « les services d'hygiène sont presque inexistants » et où les contrôles ne se faisaient quasiment plus depuis des années.
Lors du remaniement du 30 avril 2016, il n'est pas reconduit à son poste et est remplacé le 6 mai par Jacqueline Lydia Mikolo,.

### Diplomate
Le 26 juin 2017, l'Italie accepte la nomination de François Ibovi au poste d'ambassadeur de la République du Congo. Il succède ainsi à Mamadou Dékamo Kamara (en). Il est remplacé le 26 mai 2018 par Jeanne Dambendzet (en).
Le 2 août 2021, il est nommé ambassadeur au Gabon par décret présidentiel. Il prend ses fonctions le 13 mai 2022, remplaçant à ce poste Pierre Nzila.

### Famille
François Ibovi est le frère de Jean-Claude Ibovi (en), député et président du parti Mouvement pour la démocratie et le progrès (MDP).

### Fortune
François Ibovi est propriétaire d'une réserve animalière et piscicole dans le village d'Abo (Cuvette), ainsi que de l'hôtel Abo Palace.